# Calau becfalçat oriental
El calau becfalçat oriental (Anthracoceros albirostris) és una espècie d'ocell de la família dels buceròtids (Bucerotidae) que habita boscos clars i rabassuts des del nord i est de l'Índia, a través de Myanmar i Indoxina, fins a Sumatra, Borneo i Java.